# Inge van der Ven
Inge van der Ven (nacida Inge van Caspel; 14 de julio de 1991) es una deportista neerlandesa que compitió en tiro con arco, en la modalidad de arco compuesto.
Ganó tres medallas de plata en el Campeonato Mundial de Tiro con Arco al Aire Libre entre los años 2011 y 2015, y una medalla de plata en el Campeonato Mundial de Tiro con Arco en Sala de 2012.
Además, obtuvo cuatro medallas en el Campeonato Europeo de Tiro con Arco al Aire Libre entre los años 2012 y 2021, y una medalla de bronce en el Campeonato Europeo de Tiro con Arco en Sala de 2015.

## Palmarés internacional
| Campeonato Mundial al Aire Libre | Campeonato Mundial al Aire Libre | Campeonato Mundial al Aire Libre | Campeonato Mundial al Aire Libre |
| Año                              | Lugar                            | Medalla                          | Prueba                           |
| -------------------------------- | -------------------------------- | -------------------------------- | -------------------------------- |
| 2011                             | Turín (Italia)                   | Medalla de plata                 | Equipo mixto                     |
| 2013                             | Belek (Turquía)                  | Medalla de plata                 | Equipo                           |
| 2015                             | Copenhague (Dinamarca)           | Medalla de plata                 | Equipo                           |
| Campeonato Mundial en Sala       |                                  |                                  |                                  |
| Año                              | Lugar                            | Medalla                          | Prueba                           |
| 2012                             | Las Vegas (Estados Unidos)       | Medalla de plata                 | Individual                       |
| Campeonato Europeo al Aire Libre |                                  |                                  |                                  |
| Año                              | Lugar                            | Medalla                          | Prueba                           |
| 2012                             | Ámsterdam (Países Bajos)         | Medalla de oro                   | Equipo mixto                     |
| 2014                             | Echmiadzin (Armenia)             | Medalla de bronce                | Equipo mixto                     |
| 2016                             | Nottingham (Reino Unido)         | Medalla de bronce                | Equipo                           |
| 2021                             | Antalya (Turquía)                | Medalla de plata                 | Equipo                           |
| Campeonato Europeo en Sala       |                                  |                                  |                                  |
| Año                              | Lugar                            | Medalla                          | Prueba                           |
| 2015                             | Koper (Eslovenia)                | Medalla de bronce                | Equipo                           |